# Pálfiszeg
Pálfiszeg ist eine ungarische Gemeinde im Kreis Zalaegerszeg im Komitat Zala.

## Geografische Lage
Pálfiszeg liegt elf Kilometer südwestlich der Kreisstadt Zalaegerszeg an dem Fluss Cserta.  Nachbargemeinden sind Milejszeg, Nagylengyel, Ormándlak, Gombosszeg, Bécsvölgye, Kustánszeg und Csonkahegyhát.

## Geschichte
Die erste schriftliche Erwähnung des Ortes stammt aus dem Jahr 1751, der Name wird zurückgeführt auf die Adelsfamilie Pálfy, die dort lebte. Im Jahr 1907 gab es in der damaligen Kleingemeinde 60 Häuser und 333 Einwohner auf einer Fläche von 1146 Katastraljochen. Sie gehörte zu dieser Zeit zum Bezirk Nova im Komitat Zala.

## Sehenswürdigkeiten
Eine Besonderheit der Gemeinde ist die 1987 eingeweihte Kirche Szent Kereszt felmagasztalása, die von Katholiken und Reformierten gemeinsam gebaut wurde. In ihr befindet sich ein katholischer und ein reformierter Gottesdienstraum. Die Kirche wird umgangssprachlich auch Zwillingskirche genannt.

## Verkehr
Durch Pálfiszeg verläuft die Nebenstraße Nr. 74116. Es bestehen Busverbindungen über Csonkahegyhát, Dobronhegy und Teskánd nach Zalaegerszeg. Der nächstgelegene Bahnhof befindet sich zwölf Kilometer nordöstlich in Andráshida, einem Stadtteil von Zalaegerszeg.